# 광환

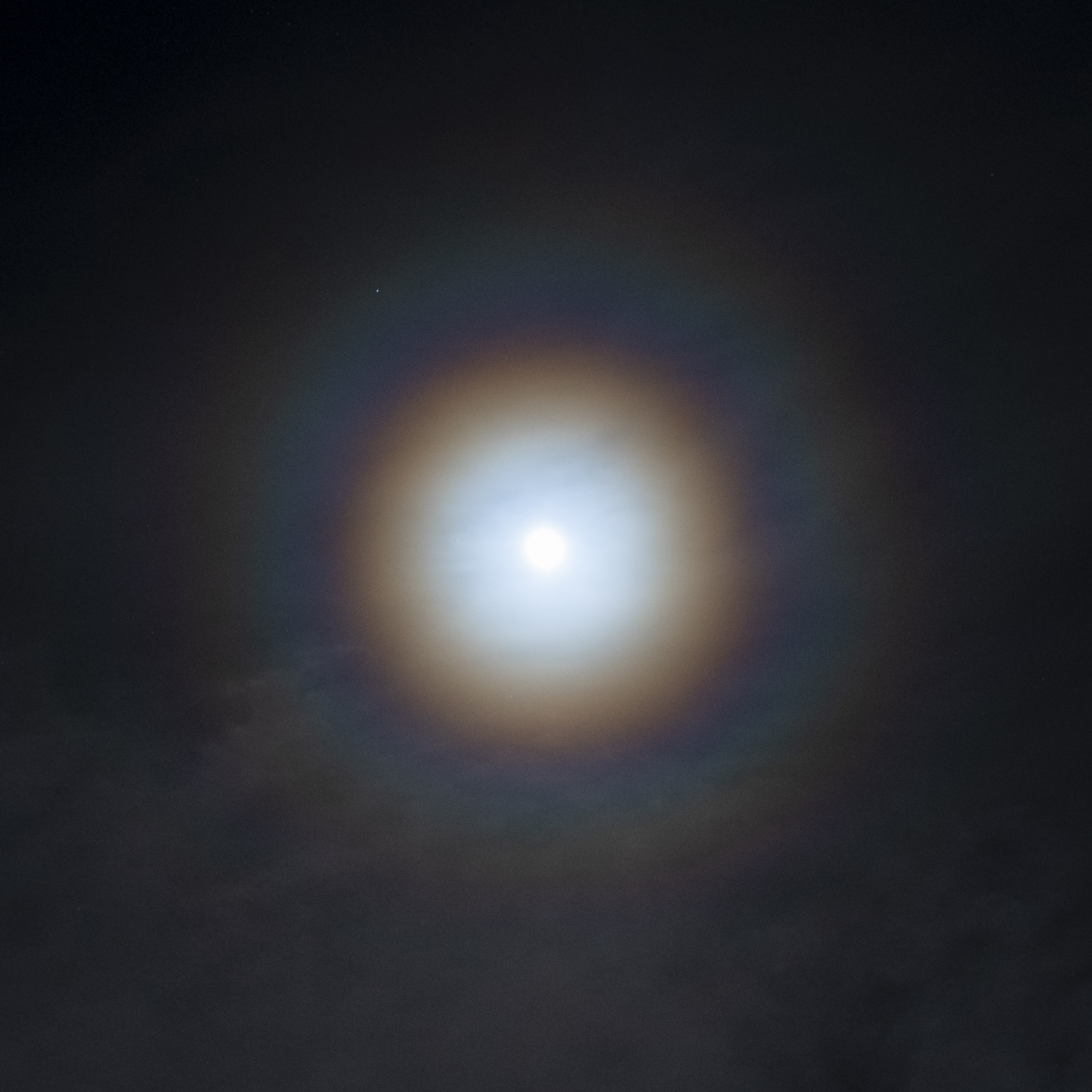
달 광환

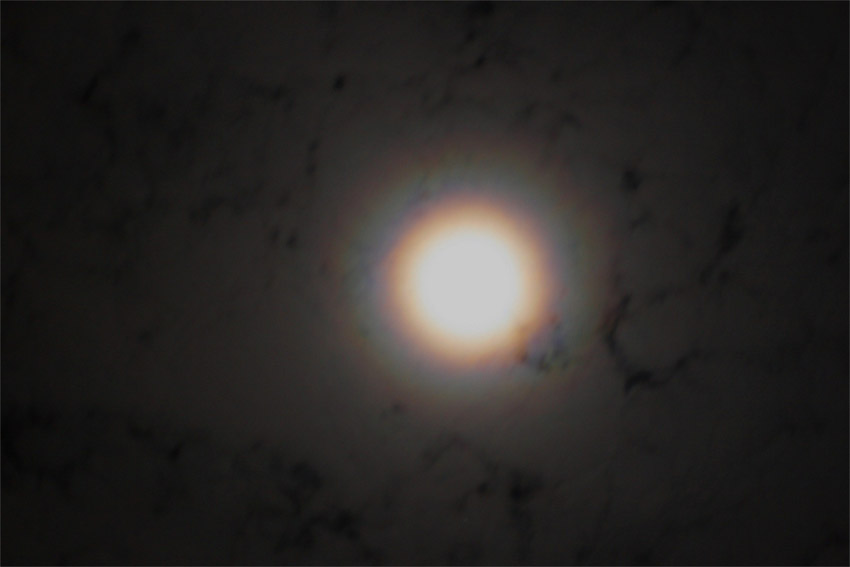
달 광환

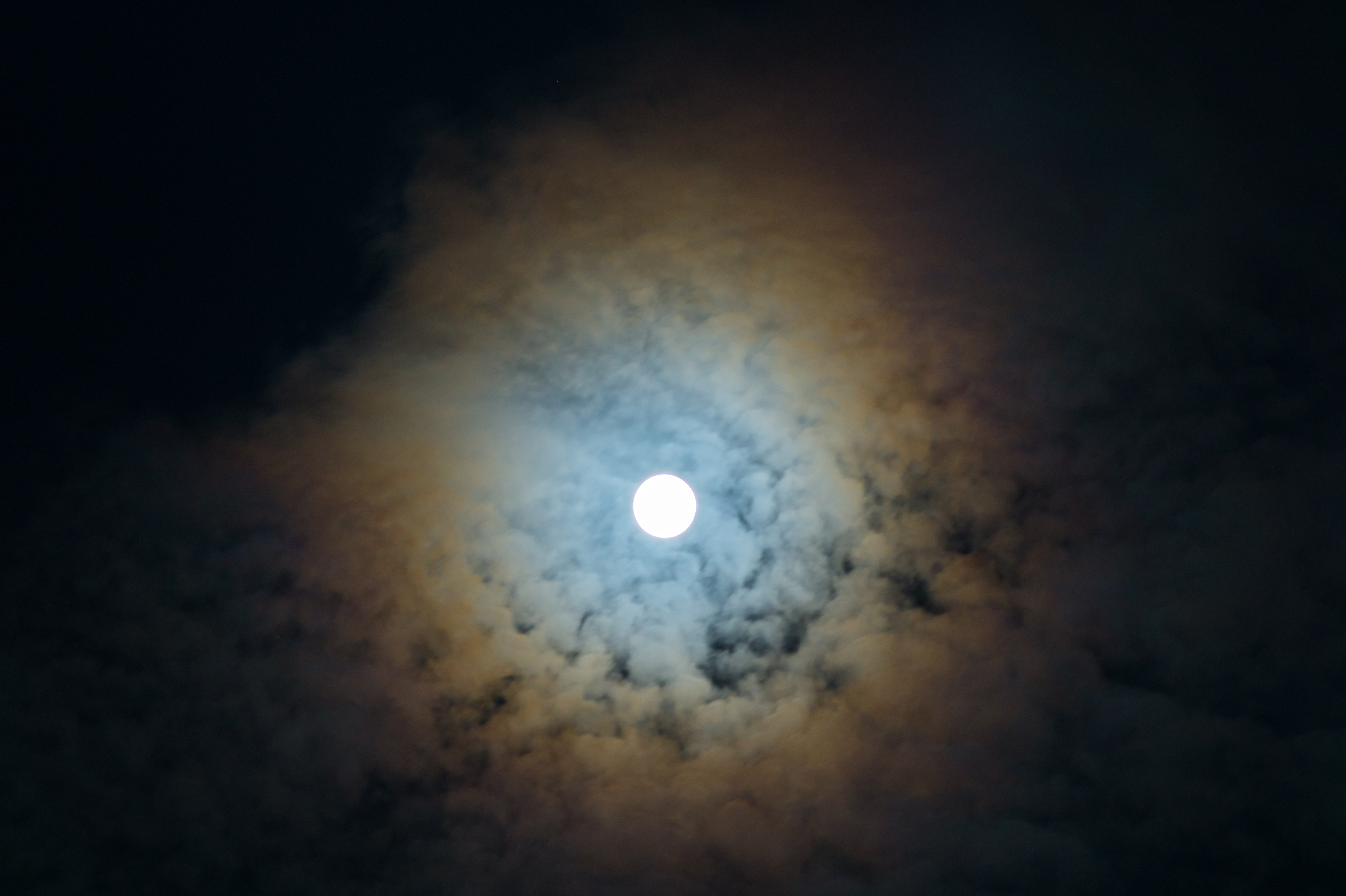
뭄바이에서 촬영한 달 광환

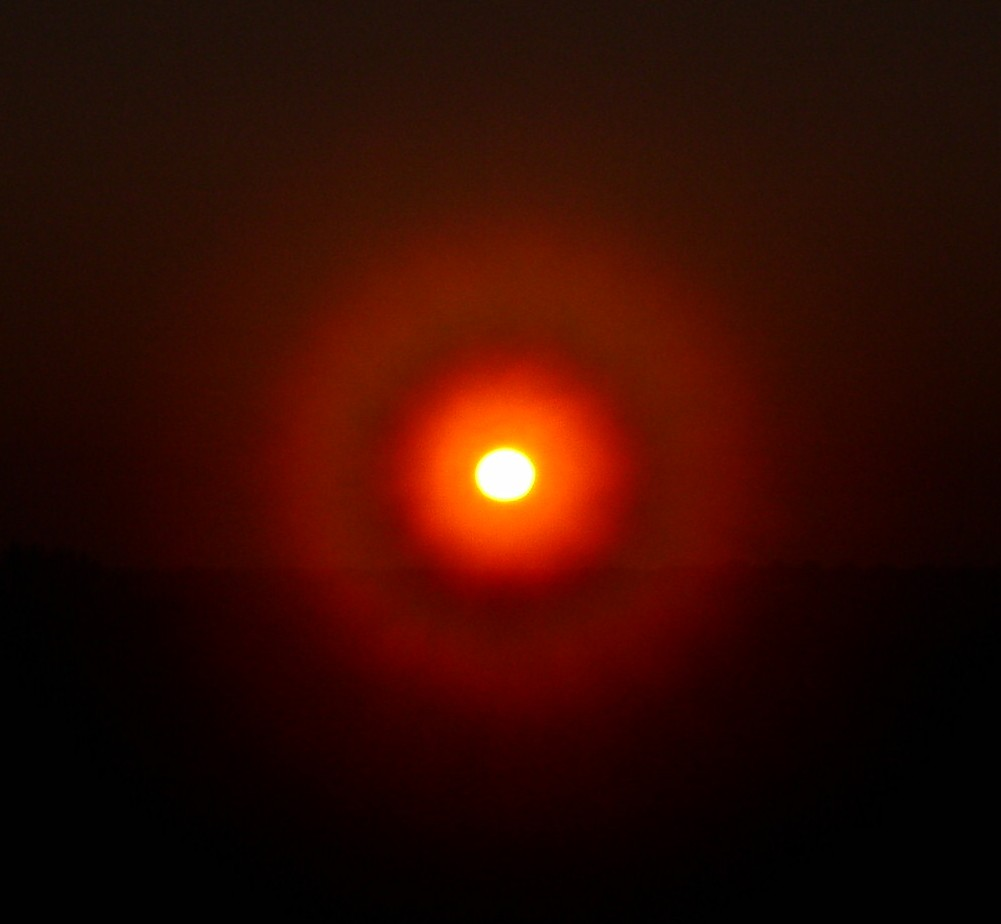
일출 직후의 태양 광환

광환(光環) 또는 광관(光冠), 코로나(corona)는 햇빛이나 달빛(또는 때로는 밝은 별빛이나 행성빛)의 회절에 의해 생성된 광학적 현상이다.

## 같이 보기
- 무리 (물리학)